# Wotbakah
Wotbakah is een bestuurslaag in het regentschap Blora van de provincie Midden-Java, Indonesië. Wotbakah telt 1538 inwoners (volkstelling 2010).